# Meyer Guggenheim

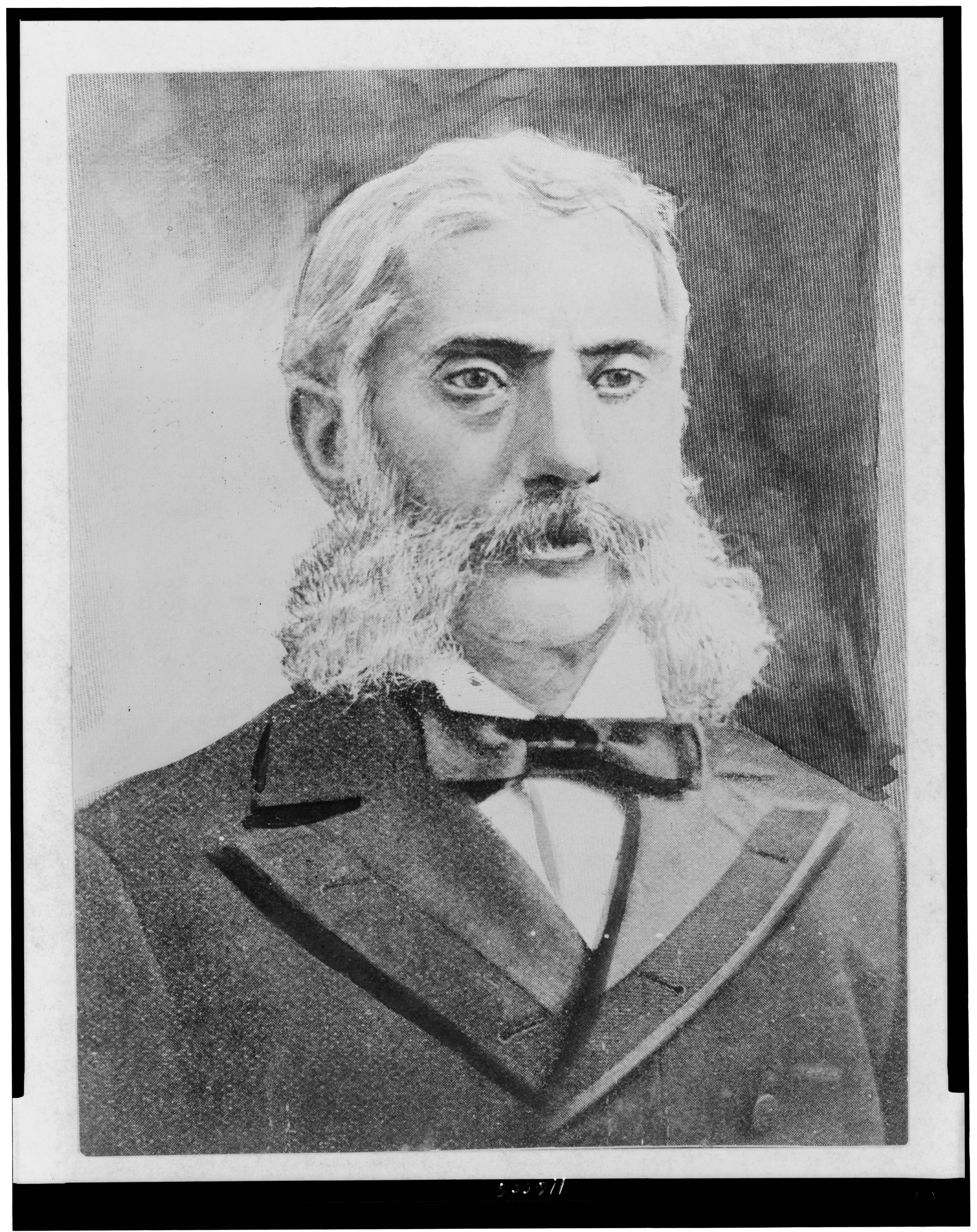
Meyer Guggenheim

Meyer Guggenheim (geboren am 1. Februar 1828 in Lengnau (AG), Schweiz; gestorben am 15. März 1905 in Lake Worth, Florida) war ein schweizerisch-amerikanischer Industrieller und Philanthrop. Er war das Oberhaupt der amerikanischen Linie der Familie Guggenheim.

## Biografie
Guggenheim wurde in Lengnau im Kanton Aargau geboren, das neben dem benachbarten Endingen der einzige Ort in der Schweiz war, in dem sich Juden im 18. und 19. Jahrhundert in der Schweiz niederlassen durften. Sein 1792 geborener Vater Simon Guggenheim wollte nach dem Tod seiner Frau die ebenfalls verwitwete Rachel Meyer-Weil heiraten. Die Heirat wurde ihnen allerdings verweigert, weil man anzweifelte, dass das Einkommen für die Familie genügen würde – Simon hatte fünf Kinder (darunter Meyer als einzigen Sohn), Rachel sieben. Sie entschlossen sich zur Auswanderung, um den einschränkenden Gesetzen für Juden zu entgehen. 1847 zogen sie über Hamburg in die USA und ließen sich in Philadelphia nieder.
Vater Simon und Sohn Meyer verdienten ihren Lebensunterhalt zunächst als Hausierer, stellten dann Putzmittel her und gingen schließlich zum Handel mit Kaffee und Gewürzen über. Ab 1871 importierte Guggenheim St. Galler Stickereien aus der Schweiz, das Geschäft übergab er zehn Jahre später an vier seiner Söhne. Im Jahr 1881 übertrug ihm ein Schuldner die Schürfrechte in einer Mine in Leadville (Colorado). Die Arbeiten erwiesen sich zunächst als schwierig und wenig ertragreich, jedoch stießen die Bergleute unverhofft auf große Blei- und Silbervorkommen. 1889 ließ Guggenheim in Pueblo den ersten Silberschmelzofen errichten und gründete im selben Jahr die Philadelphia Smelting and Refining Company.
Die Guggenheims importierten auch Silber aus Mexiko und hatten bald eine marktbeherrschende Stellung inne. Sie erwarben weitere Kupfer-, Silber- und Bleiminen und bauten eine Produktionskette auf, die vom Erzabbau bis zum fertigen Produkt reichte. 1899 gründeten ihre Konkurrenten die American Smelting and Refining Company, einen Trust von internationaler Bedeutung, um den Einfluss der Guggenheims einzudämmen. Diese jedoch erwarben im darauf folgenden Jahr große Anteile am Trust und errangen bald die Kontrolle. Zeitweise beherrschten die Guggenheims 80 % der weltweiten Produktion von Kupfer, Silber und Blei.
Meyer Guggenheim zog sich 1891 aus dem Geschäftsleben zurück und zog nach Florida. Er überließ die Bergbauaktivitäten seinen Söhnen und widmete sich fortan wohltätigen Zwecken.

## Nachkommen
Meyer Guggenheim heiratete 1852 Barbara Myers, mit der er acht Söhne und zwei Töchter hatte. Es sind dies:
- Isaac Guggenheim (1854–1922)
- Daniel Guggenheim (1856–1930)
- Murry Guggenheim (1858–1939)
- Solomon R. Guggenheim (1861–1949)
- Benjamin Guggenheim (1865–1912)
- Robert G. Guggenheim (1867–1876)
- Simon Guggenheim (1867–1941)
- William B. Guggenheim (1868–1941)
- Rose Guggenheim (1871–1945)
- Cora Guggenheim (1873–1956)